# Зима (град)
Зима (град) (рус. Зима) град је у Русији у Иркутској области. Према попису становништва из 2010. у граду је живело 32508 становника.

## Становништво
| 1959.  | 1970.  | 1979.  | 1989.  | 2002.  | 2010.  |
| ------ | ------ | ------ | ------ | ------ | ------ |
| 38.549 | 41.567 | 48.097 | 41.814 | 34.899 | 32.508 |